# Avrainville, Essonne
Avrainville là một xã ở tỉnh Essonne thuộc vùng Île-de-France miền bắc nước Pháp.
Theo điều tra dân số năm 1999, dân số xã này là 652 người. Ước tính dân số năm 2005 là 675.
Người dân tại đây trong tiếng Pháp là Avrainvillois.